# Mobile Application Part
Mobile Application Part (MAP, Подсистема Мобильных Приложений) представляет собой протокол стека ОКС-7, который обеспечивает прикладной уровень для различных узлов в сетях GSM и UMTS для мобильных сетей и основных сетей GPRS для связи друг с другом, чтобы предоставлять услуги пользователям. MAP - это протокол прикладного уровня, используемый для доступа к регистру локального местоположения, регистру местонахождения посетителя, мобильному коммутационному центру, регистру идентификации оборудования, центру аутентификации, центру обслуживания коротких сообщений и обслуживающему узлу поддержки GPRS (SGSN).

## Предоставляемые возможности
- Услуги мобильной связи: управление местоположением (для поддержки роуминга), аутентификация, управление информацией о подписке на обслуживание, устранение неисправностей,
- Эксплуатация и обслуживание: отслеживание абонентов, получение IMSI абонента
- Обработка вызовов: маршрутизация, управление вызовами во время роуминга, проверка доступности подписчика для приема вызовов
- Дополнительные услуги
- Сервис коротких сообщений
- Услуги протокола передачи пакетов (PDP) для GPRS: предоставление информации о маршрутизации для GPRS-соединений
- Услуги управления сервисом местоположения: получение местоположения абонента

## MAP-сигнализация
В сетях мобильной сотовой телефонии, таких как GSM и UMTS, используется MAP приложения SS7. Голосовые соединения - это коммутаторы с коммутацией каналов (CS), а соединения для передачи данных - приложения с коммутацией пакетов (PS).
Некоторые из интерфейсов Circuit Switched GSM / UMTS в мобильном коммутационном центре (MSC), транспортируемые по сетям ОКС-7, включают в себя следующее:
- B -> VLR (использует MAP / B). Большинство MSC связаны с регистром местоположения посетителей (Visitor Location Register  VLR), что делает интерфейс B «внутренним».
- C -> HLR (использует MAP / C) Сообщения между MSC и HLR, обрабатываемые интерфейсом C
- D -> HLR (использует MAP / D) для присоединения к сети CS и обновления местоположения
- E -> MSC (использует MAP / E) для передачи обслуживания между MSC
- F -> EIR (использует MAP / F) для проверки идентификации оборудования
- H -> SMS-G (использует MAP / H) для службы коротких сообщений (SMS) через CS
- I -> ME (использует MAP / I) Сообщения между MSC и ME, обрабатываемые интерфейсом I
- J -> SCF (использует MAP / J) Сообщения между HLR в gsmSCF, обрабатываемые J Interface

Существует несколько GSM/UMTS PS интерфейсов в Serving GPRS Support Node (SGSN) передаваемых в сетях SS7:
- Gr -> HLR для присоединения к сети PS и обновления местоположения
- Gd -> SMS-C для SMS через PS
- Gs -> MSC для комбинированной сигнализации CS + PS по PS
- Ge -> Предоплатный финансовый учёт для Customised Applications for Mobile networks Enhanced Logic (CAMEL)
- Gf -> EIR для проверки идентификации оборудования